# عبد الرحمن منكو
عبد الرحمن وجيه منكو ويشتهر عبد الرحمن منكو (مواليد 17 ديسمبر 1934 في عمّان، الأردن) هو طبيب كاتب أردني. وهو عضو رابطة الكتاب الأردنيين، ونقابة الأطباء الأردنية، وجمعية جراحي العظام الأردنية، وعضو مؤسس في المنتدى العربي في عمّان، وعضو مؤسس في جمعية«الأطباء الأدباء» ضمن نقابة الأطباء الأردنية، وعضو مؤسس في صندوق التكافل في النقابة.

## دراسته
أنهى دراسة الثانوية العامة في مدرسة الكلية الإسلامية في عمّان عام 1953. وحصل على شهادة البكالوريوس في كلية الطب في جامعة عين شمس في القاهرة عام 1960، وزمالة كلية الجراحين الملكية في إسكتلندا بتخصص جراحة العظام عام 1973.

## حياته المهنية
عمل بعد تخرجه طبيبًا في وزارة الصحة بين عامي 1961 و1965، ثم سافر لاستكمال دراسته في إسكتلندا، المملكة المتحدة، ليعود بعد ذلك للعمل جراحًا للعظام في وزارة الصحة بين عامي 1973 و1978، ثم استقال بعد ذلك للعمل في عيادته الخاصة.

## مؤلفاته
- «البنادق وزهرات الياسمين» (رواية)، 1985[3][4]
- «كانوا خمسة في الموجة» (رواية)، 1989[5]
- «وذابت ثلوج أدنبرة» (رواية)، 1990[6]
- «العودة إلى البحر» (رواية)، 2006[7]